# 21.ª etapa do Tour de France de 2019
A 21.ª etapa do Tour de France de 2019 teve lugar a 28 de julho de 2019 entre Rambouillet e Paris sobre um percurso de 128 km e foi vencida ao sprint pelo australiano Caleb Ewan da Lotto Soudal. O colombiano Egan Bernal da INEOS se consagrou como o ganhador do maillot jaune.

## Classificação da etapa
| \| Classificação por etapas \| Classificação por etapas \| Classificação por etapas \| Classificação por etapas \| Classificação por etapas \| \| Ciclista \| Ciclista \| Equipe \| Tempo \| \| \| ------------------------ \| ------------------------ \| ------------------------ \| ------------------------ \| ------------------------ \| \| 1. \| Caleb Ewan \| Lotto-Soudal \| 3h04m08s \| \| \| 2. \| Dylan Groenewegen \| Team Jumbo-Visma \| + 0s \| \| \| 3. \| Niccolò Bonifazio \| Total Direct Énergie \| + 0s \| \| \| 4. \| Maximiliano Richeze \| Deceuninck-Quick Step \| + 0s \| \| \| 5. \| Edvald Boasson Hagen \| Dimension Data \| + 0s \| \| \| 6. \| André Greipel \| Arkéa-Samsic \| + 0s \| \| \| 7. \| Matteo Trentin \| Mitchelton-Scott \| + 0s \| \| \| 8. \| Jasper Stuyven \| Trek-Segafredo \| + 0s \| \| \| 9. \| Nikias Arndt \| Team Sunweb \| + 0s \| \| \| 10. \| Peter Sagan \| Bora-Hansgrohe \| + 0s \| \| |                      |                       |          |
| |                      |                       |          |
| Fonte: ProCyclingStats |                      |                       |          |
| Classificação por etapas |                      |                       |          |
| Ciclista | Ciclista             | Equipe                | Tempo    |
| 1. | Caleb Ewan           | Lotto-Soudal          | 3h04m08s |
| 2. | Dylan Groenewegen    | Team Jumbo-Visma      | + 0s     |
| 3. | Niccolò Bonifazio    | Total Direct Énergie  | + 0s     |
| 4. | Maximiliano Richeze  | Deceuninck-Quick Step | + 0s     |
| 5. | Edvald Boasson Hagen | Dimension Data        | + 0s     |
| 6. | André Greipel        | Arkéa-Samsic          | + 0s     |
| 7. | Matteo Trentin       | Mitchelton-Scott      | + 0s     |
| 8. | Jasper Stuyven       | Trek-Segafredo        | + 0s     |
| 9. | Nikias Arndt         | Team Sunweb           | + 0s     |
| 10. | Peter Sagan          | Bora-Hansgrohe        | + 0s     |

## Classificações ao final da etapa

### Classificação geral(Maillot Jaune)
| \| Classificação geral \| Classificação geral \| Classificação geral \| Classificação geral \| Classificação geral \| \| Ciclista \| Ciclista \| Equipe \| Tempo \| \| \| ------------------- \| ------------------- \| --------------------- \| ------------------- \| ------------------- \| \| 1. \| Egan Bernal \| Team Ineos \| 82h57m00s \| \| \| 2. \| Geraint Thomas \| Team Ineos \| + 1m11s \| \| \| 3. \| Steven Kruijswijk \| Team Jumbo-Visma \| + 1m31s \| \| \| 4. \| Emanuel Buchmann \| Bora-Hansgrohe \| + 1m56s \| \| \| 5. \| Julian Alaphilippe \| Deceuninck-Quick Step \| + 4m05s \| \| \| 6. \| Mikel Landa \| Movistar Team \| + 4m23s \| \| \| 7. \| Rigoberto Urán \| EF Education First \| + 5m15s \| \| \| 8. \| Nairo Quintana \| Movistar Team \| + 5m30s \| \| \| 9. \| Alejandro Valverde \| Movistar Team \| + 6m12s \| \| \| 10. \| Warren Barguil \| Arkéa-Samsic \| + 7m32s \| \| |                    |                       |           |
| |                    |                       |           |
| Fonte: ProCyclingStats |                    |                       |           |
| Classificação geral |                    |                       |           |
| Ciclista | Ciclista           | Equipe                | Tempo     |
| 1. | Egan Bernal        | Team Ineos            | 82h57m00s |
| 2. | Geraint Thomas     | Team Ineos            | + 1m11s   |
| 3. | Steven Kruijswijk  | Team Jumbo-Visma      | + 1m31s   |
| 4. | Emanuel Buchmann   | Bora-Hansgrohe        | + 1m56s   |
| 5. | Julian Alaphilippe | Deceuninck-Quick Step | + 4m05s   |
| 6. | Mikel Landa        | Movistar Team         | + 4m23s   |
| 7. | Rigoberto Urán     | EF Education First    | + 5m15s   |
| 8. | Nairo Quintana     | Movistar Team         | + 5m30s   |
| 9. | Alejandro Valverde | Movistar Team         | + 6m12s   |
| 10. | Warren Barguil     | Arkéa-Samsic          | + 7m32s   |

### Classificação por pontos(Maillot Vert)
| Classificação por pontos | Classificação por pontos | Classificação por pontos | Classificação por pontos | Classificação por pontos |
| Ciclista                 | Ciclista                 | Equipe                   | Pontos                   |                          |
| ------------------------ | ------------------------ | ------------------------ | ------------------------ | ------------------------ |
| 1.                       | Peter Sagan              | Bora-Hansgrohe           | 316 pts                  |                          |
| 2.                       | Caleb Ewan               | Lotto-Soudal             | 248 pts                  |                          |
| 3.                       | Elia Viviani             | Deceuninck-Quick Step    | 224 pts                  |                          |
| 4.                       | Sonny Colbrelli          | Bahrain-Merida           | 209 pts                  |                          |
| 5.                       | Michael Matthews         | Team Sunweb              | 201 pts                  |                          |
| 6.                       | Matteo Trentin           | Mitchelton-Scott         | 192 pts                  |                          |
| 7.                       | Jasper Stuyven           | Trek-Segafredo           | 167 pts                  |                          |
| 8.                       | Greg Van Avermaet        | CCC Team                 | 149 pts                  |                          |
| 9.                       | Dylan Groenewegen        | Team Jumbo-Visma         | 146 pts                  |                          |
| 10.                      | Julian Alaphilippe       | Deceuninck-Quick Step    | 119 pts                  |                          |

### Classificação da montanha(Maillot à Pois Rouges)
| Classificação da montanha | Classificação da montanha | Classificação da montanha | Classificação da montanha | Classificação da montanha |
| Ciclista                  | Ciclista                  | Equipe                    | Pontos                    |                           |
| ------------------------- | ------------------------- | ------------------------- | ------------------------- | ------------------------- |
| 1.                        | Romain Bardet             | AG2R La Mondiale          | 86 pts                    |                           |
| 2.                        | Egan Bernal               | Team Ineos                | 78 pts                    |                           |
| 3.                        | Tim Wellens               | Lotto-Soudal              | 75 pts                    |                           |
| 4.                        | Damiano Caruso            | Bahrain-Merida            | 67 pts                    |                           |
| 5.                        | Vincenzo Nibali           | Bahrain-Merida            | 59 pts                    |                           |
| 6.                        | Simon Yates               | Mitchelton-Scott          | 59 pts                    |                           |
| 7.                        | Nairo Quintana            | Movistar Team             | 58 pts                    |                           |
| 8.                        | Alexey Lutsenko           | Astana                    | 45 pts                    |                           |
| 9.                        | Steven Kruijswijk         | Team Jumbo-Visma          | 44 pts                    |                           |
| 10.                       | Mikel Landa               | Movistar Team             | 42 pts                    |                           |

### Classificação do melhor jovem(Maillot Blanc)
| Classificação dos jovens | Classificação dos jovens | Classificação dos jovens | Classificação dos jovens | Classificação dos jovens |
| Ciclista                 | Ciclista                 | Equipe                   | Tempo                    |                          |
| ------------------------ | ------------------------ | ------------------------ | ------------------------ | ------------------------ |
| 1.                       | Egan Bernal              | Team Ineos               | 82h57m00s                |                          |
| 2.                       | David Gaudu              | Groupama-FDJ             | + 23m58s                 |                          |
| 3.                       | Enric Mas                | Deceuninck-Quick Step    | + 58m20s                 |                          |
| 4.                       | Laurens De Plus          | Team Jumbo-Visma         | + 1h02m44s               |                          |
| 5.                       | Gregor Mühlberger        | Bora-Hansgrohe           | + 1h04m40s               |                          |
| 6.                       | Giulio Ciccone           | Trek-Segafredo           | + 1h20m49s               |                          |
| 7.                       | Lennard Kämna            | Team Sunweb              | + 1h39m36s               |                          |
| 8.                       | Tiesj Benoot             | Lotto-Soudal             | + 2h07m28s               |                          |
| 9.                       | Nils Politt              | Katusha-Alpecin          | + 2h14m28s               |                          |
| 10.                      | Élie Gesbert             | Arkéa-Samsic             | + 2h33m02s               |                          |

### Classificação por equipas(Classement par Équipe)
| Classificação por equipes | Classificação por equipes | Classificação por equipes | Classificação por equipes |
| Equipe                    | Equipe                    | Tempo                     |                           |
| ------------------------- | ------------------------- | ------------------------- | ------------------------- |
| 1.                        | Movistar Team             | 248h58m15s                |                           |
| 2.                        | Trek-Segafredo            | + 47m54s                  |                           |
| 3.                        | Ineos                     | + 57m52s                  |                           |
| 4.                        | EF Education First        | + 1h25m57s                |                           |
| 5.                        | Bora-hansgrohe            | + 1h29m30s                |                           |
| 6.                        | Groupama-FDJ              | + 1h42m29s                |                           |
| 7.                        | Team Jumbo-Visma          | + 1h52m55s                |                           |
| 8.                        | AG2R La Mondiale          | + 2h08m17s                |                           |
| 9.                        | UAE Team Emirates         | + 2h10m32s                |                           |
| 10.                       | Astana                    | + 2h27m37s                |                           |

## Abandonos
Nenhum.